# Плохінген
Плохінген (нім. Plochingen) — місто в Німеччині, знаходиться в землі Баден-Вюртемберг. Підпорядковується адміністративному округу Штутгарт. Входить до складу району Есслінген.
Площа — 10,65 км2. Населення становить 14 490 ос. (станом на 31 грудня 2020).